# バーニーカー

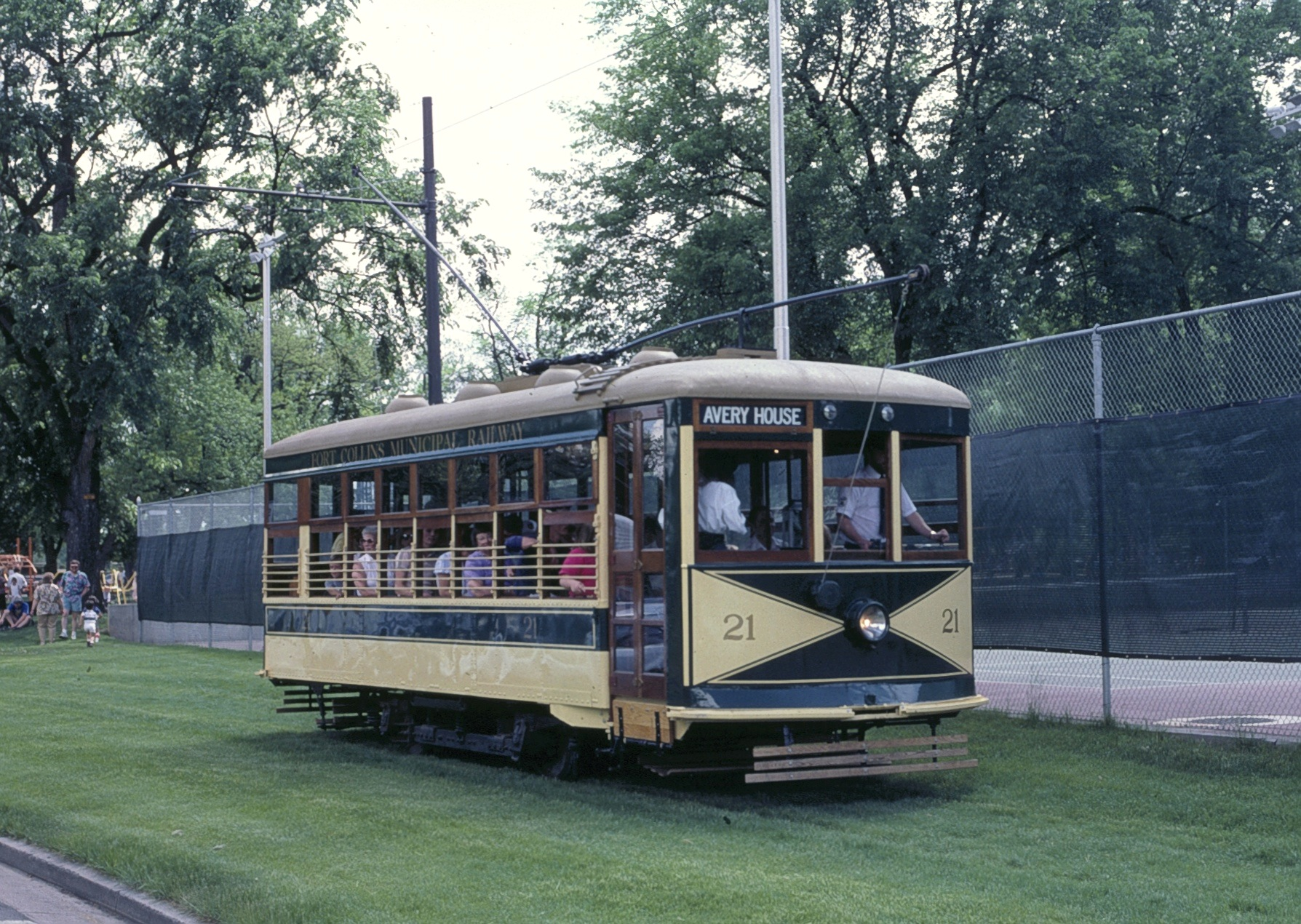
フォートコリンズ市営鉄道の21号車（1919年製造）_{（英語版記事）}

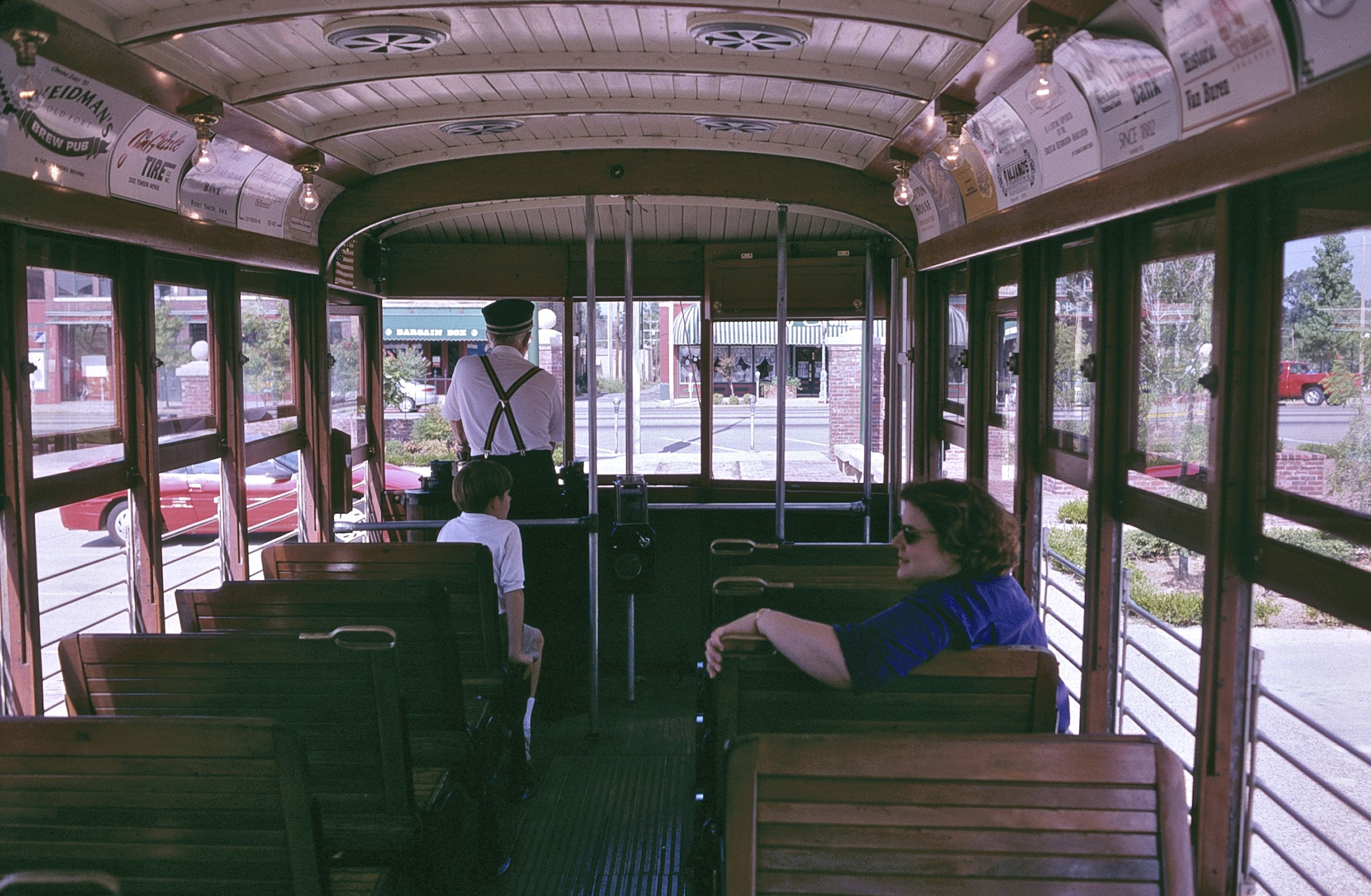
車内

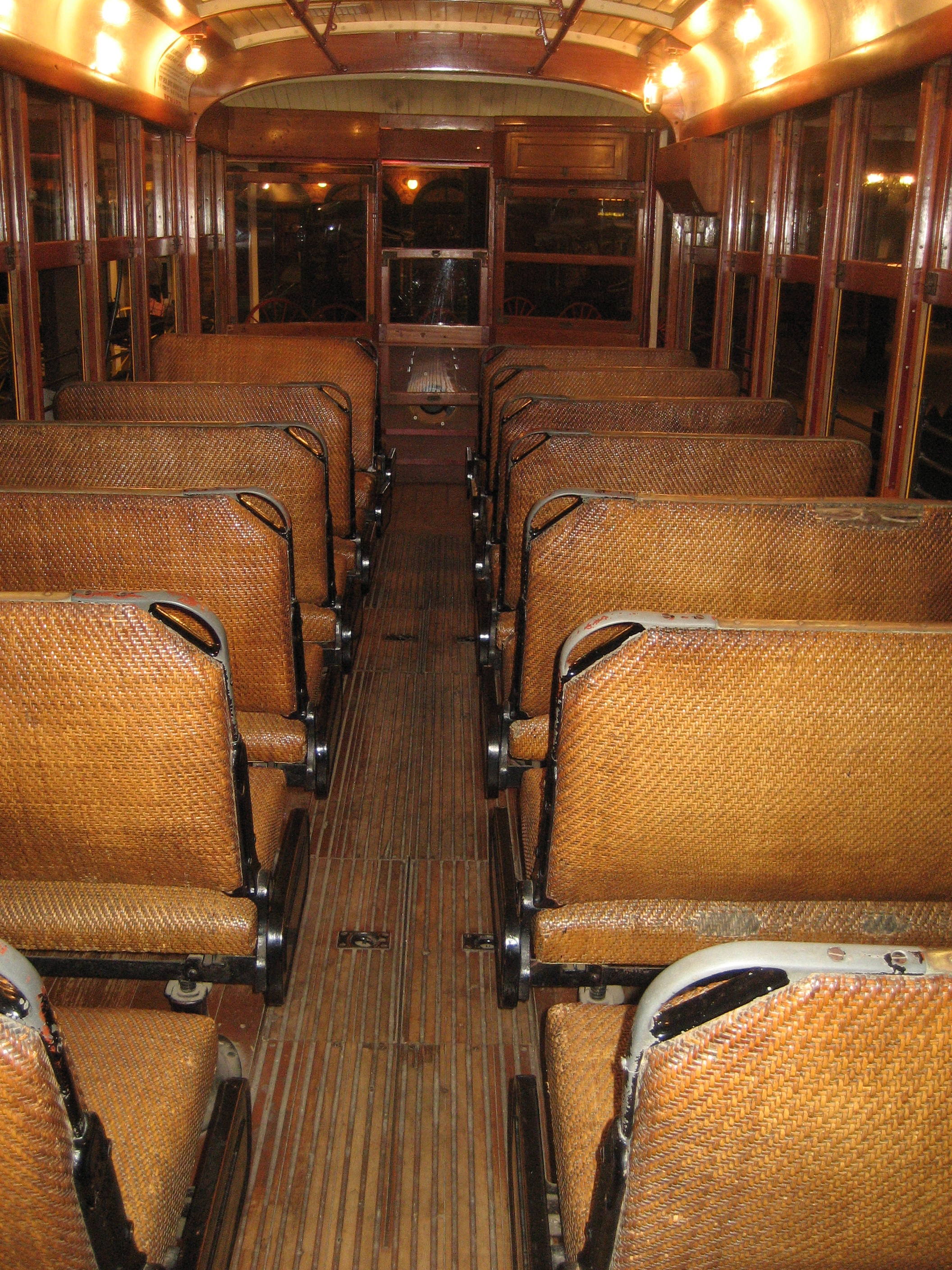
座席にクッション材が用いられた車両もある。

バーニーカー（Birney car、バーニィ・カーとも）またはバーニー安全車(Birney Safety Car)は、1910年代から1920年代にかけて製造された路面電車である。
この電車は小型かつ軽量に設計され、限られた設備で人件費を節約しながら頻発運転（フリークエントサービス）を実現することを目的としていた。
バーニーカーの製造は1915年から1930年にかけて行われ、原型の単台車の車両の製造両数は6000両以上にのぼった。
バーニーカーの製造は複数のメーカーで行われた 。
バーニーカーは、北米において「（多少のバリエーションはあるものの）初めて大量生産向けに標準化された路面電車であった」。

## 開発
「バーニー」の名は開発者のひとり、チャールズ・バーニー(Charles Birney)に由来する。彼らが開発したこの電車は「安全車」(Safety Car)と名付けられ、「バーニー安全車」(Birney Safety Car)、そしてさらに省略され「バーニー（カー）」(Birney)と呼ばれるようになった。
当時、すでに路面電車はボギー車の時代であったが、バーニーカーは敢えて単台車（2軸車）とされた。
バーニーカーは小型軽量な電車で、それまでの路面電車の1/3の重量しかなかった。車輌は大量生産を意図して無骨で標準化され、製造コストも抑えられていた。モーターは2台搭載され、優れた加速性能を誇った。
バーニーカーの平均的な車長は28フィート (8.5 m)であり、およそ32人分の座席を備えていた。
バーニーカーを最も多く製造したのは、ブリル社の子会社のアメリカン・カー社であったが、その他のメーカーでも製造された（例：オタワ・カー・カンパニー、セントルイス・カー・カンパニー）。
バーニーカーはボギー車のタイプも製造され、一部の都市で使用された。

## 長所
バーニーカーは車掌のコストを省き運転士だけで運転できるよう、運転士のみ乗務し運行するワンマン運転を行うことを前提に設計された。
第一次世界大戦の勃発に伴う労働者不足から、ワンマン運転への需要はますます高まった。
また、頻発運転を可能としたことで、文字通り「いつでも電車が目に入る」状況をつくりだした。後者の利点は、路面電車がモータリゼーションに対抗しようという試みの最初期のものという点で特筆される。

### 安全装置
バーニーカーは空気作用式で遠隔操作可能な自動ドアも初めて採用した。乗客などの障害物がドアを塞いでいたり、ドアが閉まりきらないうちはモーターが起動せず発進できないという安全装置も備えていた。
加えて、バーニーカーはデッドマン装置を装備した最初期の電車でもあった。これは何らかの理由で運転手がコントローラーハンドルから手を離した場合、自動的にブレーキが掛かるという装置で、21世紀の今日の鉄道車両にも装備されているものである。

## 終焉

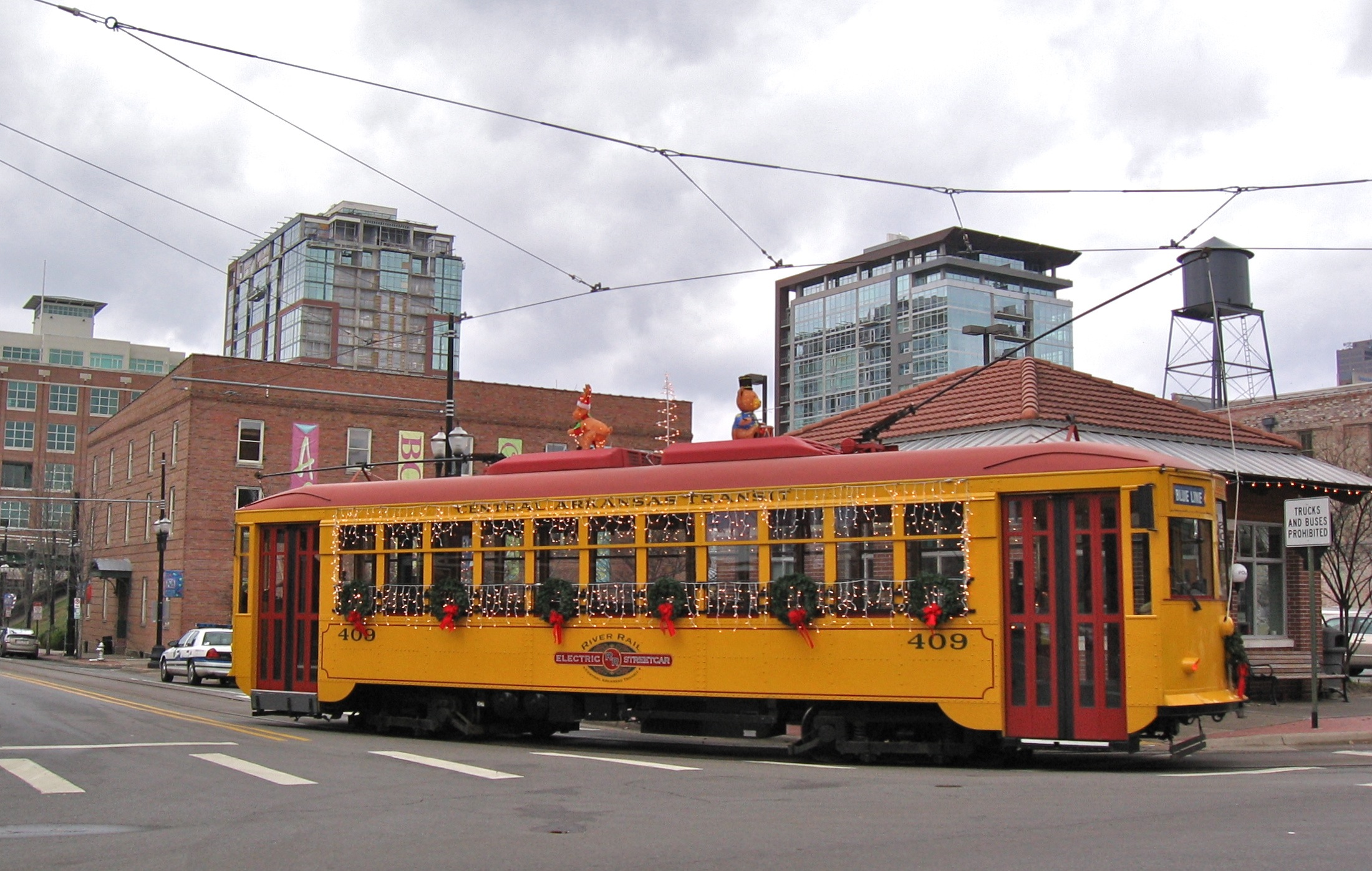
アーカンソー州リトルロックを走行する、クリスマス装飾をされたレプリカのバーニーカー

終戦の数年後までに、何千両ものバーニーカーが販売された。
製造のピークは1920年で、この年だけで1,699両ものバーニーカーが製造されたが、製造数はその後激減し1930年の製造終了を迎えることになる。
バーニーカーが備えていた「長所」は、時期が過ぎるとかえって欠点として受け止められるようになった。
軽量な車体は、従来の電車が跳ね飛ばしてしまう程度の雪に耐えられなかった。
短い車体は収容人数の減少を招き、状態の悪い軌道上ではしばしば脱線を起こした。
これらのことから、次第に大衆はバーニーカーのことを「ちっちゃい電車」と馬鹿にするようになった。
収容力の小さなバーニーカーは混雑路線やラッシュアワーの運用に不向きであり、結果として閑散路線や小さな町の路線へと追いやられていくことになった。しかしながら、ドアの安全装置といった安全面の装備が有する利点は路面電車会社に認められ、ワンマン運転も一般に受け入れられていくことになった。
バーニーカーは主力の座を離れた後に営業運転を終えていったが、21世紀の今日でも静態・動態保存車が現存し、さらに観光向けなどとして実際に走行できるレプリカが製造されたこともある。

## 類似車両
日本でも次に上げる車両がバーニーカーのデザインに則って製造された。
- 神戸市電 300形電車
- 同400形電車
- 函館市電300形電車